# Седлак, Зденек
Зденек Седлак (чеш. Zdeněk Sedlák; 18 января 1974, Пршеров, Чехословакия) — бывший чешский хоккеист, нападающий. Участник чемпионата мира 2002 года в составе сборной Чехии.

## Биография
Зденек Седлак начал свою хоккейную карьеру в 1992 году, в клубе «Злин». За свою карьеру он сменил много команд в различных лигах. В сборной Чехии Седлак был в заявке на чемпионат мира 2002 года. Завершил карьеру в 2015 году, в родном клубе «Пршеров». С 2016 по 2018 год был главным тренером юниорской команды ХК «Злин» (до 18 лет).

## Достижения
- Серебряный призёр чемпионата Чехии 1995, 1998 и чемпионата Белоруссии 2006
- Бронзовый призёр чемпионата Чехии 2000
- Обладатель кубка Дании 2007

## Статистика
- Чемпионат Чехии — 380 игр, 156 очков (78+78)
- Чешская вторая лига — 252 игры, 223 очка (83+140)
- Чемпионат Дании — 76 игр, 64 очка (28+36)
- Чемпионат Белоруссии — 63 игры, 34 очка (10+24)
- Чемпионат Австрии — 53 игры, 39 очков (17+22)
- Чемпионат Финляндии — 45 игр, 24 очка (12+12)
- Чемпионат Швейцарии — 40 игр, 24 очка (12+12)
- Чемпионат Италии — 30 игр, 28 очков (12+16)
- Сборная Чехии — 30 игр, 13 очков (8+5)
- Чешская первая лига — 27 игр, 14 очков (4+10)
- Кубок Белоруссии — 18 игр, 14 очков (5+9)
- Всего за карьеру — 1014 игр, 633 очка (269+364)

## Семья
Брат Павел Седлак (род. 28.02.1971 г.) является хоккейным тренером. Сын Зденек Седлак-младший (род. 23.03.2000 г.) — нападающий юниорской команды финского клуба «Кярпят».